# MegaNet
MegaNet(메가네트／메갈로폴리스 네트워크)는 일본의 민방 라디오 네트워크의 하나이며 FM인터웨이브를 중심국으로 하고 있다.
네트워크 프로그램이나 특별 프로그램의 판매, 긴급시·재해시의 방송 협력 등을 통해서 서로 보완·협력해가며, 외국어 FM방송의 발전과 매체 가치의 향상을 목표로 하며 일본의 국제 교류발전 기여, 일본인과 외국인 상호의 친목을 도모하는 것을 목적으로 하고 있다.
FM 네트워크로서는 일본에서 3번째, AM을 포함한 라디오 네트워크로서는 5번째이다.

## 가맹국
| 애칭        | 회사명                                                                             | 키 스테이션·중계국                                                    | 본사 소재지                                                           |
| 애칭        | 에리어(방송 대상 지역, 일본법에는 「외국어 방송 실시 지역」으로 규정)              | 에리어(방송 대상 지역, 일본법에는 「외국어 방송 실시 지역」으로 규정) | 에리어(방송 대상 지역, 일본법에는 「외국어 방송 실시 지역」으로 규정) |
| ----------- | ---------------------------------------------------------------------------------- | --------------------------------------------------------------------- | --------------------------------------------------------------------- |
| Inter FM    | FM인터웨이브                                                                       | 도쿄(도쿄 타워)·요코하마                                              | 도쿄도                                                                |
| Inter FM    | 도쿄 23구·사이타마시·지바시·요코하마시·가와사키시·나리타 국제공항                  |                                                                       |                                                                       |
| Radio NEO   | Radio NEO                                                                          | 나고야·도요하시·하마마쓰                                              | 아이치현                                                              |
| Radio NEO   | 나고야시·세토시·도요타시·오카자키시·도코나메시(주부 국제공항포함)·도요하시시       |                                                                       |                                                                       |
| FM CO·CO·LO | 인터미디어 FM802                                                                   | 오사카                                                                | 오사카부                                                              |
| FM CO·CO·LO | 오사카시·사카이시·히가시오사카시·교토시·고베시·아마가사키시·나라시·간사이 국제공항 |                                                                       |                                                                       |
| LOVE FM     | 러브 FM 국제 방송                                                                  | 후쿠오카(쿠센부산)·기타큐슈·후쿠오카서(후쿠오카 타워)                 | 후쿠오카현                                                            |
| LOVE FM     | 후쿠오카시·기타큐슈시·구루메시·오무타시·사가시                                     |                                                                       |                                                                       |

## 기존 가맹국
| 애칭    | 회사명                                                                                             | 키 스테이션·중계국                                                    | 본사 소재지                                                           |
| 애칭    | 에리어(방송 대상 지역, 일본법에는 「외국어 방송 실시 지역」으로 규정)                              | 에리어(방송 대상 지역, 일본법에는 「외국어 방송 실시 지역」으로 규정) | 에리어(방송 대상 지역, 일본법에는 「외국어 방송 실시 지역」으로 규정) |
| 애칭    | 비고                                                                                               | 비고                                                                  | 비고                                                                  |
| ------- | -------------------------------------------------------------------------------------------------- | --------------------------------------------------------------------- | --------------------------------------------------------------------- |
| RADIO-i | 아이치 국제 방송                                                                                   | 나고야·도요하시·하마마쓰                                              | 아이치현                                                              |
| RADIO-i | 나고야시·세토시·도요타시·오카자키시·도코나메시(주부 국제공항포함)·도요하시시·시즈오카현 하마마쓰시 |                                                                       |                                                                       |
| RADIO-i | 2010년 9월 30일 폐국                                                                               |                                                                       |                                                                       |

## 특징
- 4대도시권을 중심으로 외국어 방송을 실시하고 있는 FM라디오국 네트워크이며 일본 총인구 65% 이상을 커버하고 있지만, 홋카이도에는 가맹국이 없다.
- 네트워크 설립 당초에는 JFL과 비슷하게 프로그램 내용만은 공통성을 가지면서 각 가맹국이 독자적으로 프로그램 전개를 했지만 현재는 InterFM을 중심국으로 여기면서 네트워크 가맹국에서도 InterFM 제작 프로그램이 방송되고 있다.
- 2002년, 한국과 일본에서 개최된 FIFA 월드컵에서는 「외국인 전용의 FM방송국 네트워크」라는 특징을 살려 다른 민방 라디오와는 별도로 MegaNet만의 일본 경기 중계를 실시했다. 실황은 영어로, 음성은 스테레오로 방송되어 일본에서 대회를 듣고 싶은 외국인의 요구에 응했다. 하지만 2006년의 독일 당시에는 회선 운용 등의 사정으로 인해 다른 민방과 동일한 방송을 보냈다. 이 때 FM CO·CO·LO는 중계에 참여하지 않았다.